# Холмогоров, Алексей Павлович
Алексе́й Па́влович Холмого́ров (1925—1987) — советский художник-живописец и портретист. Член СХ СССР (1960). Лауреат Государственной премии РСФСР имени И. Е. Репина (1981). Заслуженный художник РСФСР (1972). Народный художник РСФСР (1981). Участник Великой Отечественной войны. Секретарь Союза художников РСФСР (1972—1985). Председатель правления Удмуртского отделения Союза художников РСФСР (1962—1965).

## Биография
Родился 1 марта 1925 года в Молчанах, Воткинского района Удмуртской АССР в семье репрессированных. Детские и юношеские годы прошли в лесных посёлках. После окончания семилетки работал лесорубом, как его отец, грузчиком, кочегаром.
С 1943 года А. П. Холмогоров был призван в ряды РККА и направлен в действующую армию, участник Великой Отечественной войны на Дальневосточном фронте. В годы военной службы начал заочно учиться на курсах рисования в народном университете им. Н. К. Крупской в Москве. В 1947 году был демобилизован из рядов Советской армии. В 1985 году за участие в войне был награждён Орденом Отечественной войны II степени.
С 1947 по 1948 годы А. П. Холмогоров обучался в Палехском художественном училище, с 1948 по 1951 годы — в Казанском художественном училище. С 1951 года — художник товарищества «Удмуртхудожник». С 1953 по 1959 годы обучался в Московском художественном институте имени В. И. Сурикова, в мастерской у В. Г. Цыплакова.
В 1952 году впервые принял участие в выставке работ художников Удмуртского отделения Союза художников и товарищества «Удмуртхудожник». 
С 1959 года А. П. Холмогоров помимо творчества занимался и педагогической деятельностью — был преподавателем и впоследствии доцентом художественно-графического факультета Удмуртского государственного педагогического института.
Автор таких работ как: 1955 год — «Лето», 1956 год — «Сенокос» и «Старик Кутергин», 1959 год — «Возвращение», 1960 год — «Молодая мать-удмуртка» и «Ремесленник», 1961 год — «Портрет Д. Д. Дмитриевой», 1963 год — «Машенька», 1965 год — «Возвращение из школы» и «Матери», 1967 год — «Колхозник из Кыйлуда», 1969 год — «Бабушка Дарья Курбатова из Баграш-Бигры», «Первый председатель Удмуртской автономии И. А. Наговицын», «Молодая мать-удмуртка» и «Старейший оружейник П. В. Алексеев», 1972 год «Портрет Героя Советского Союза А. Н. Сабурова», «Портрет писателя М. Лямина» и «Портрет председателя колхоза, Героя Соцтруда Н. Е. Семенова», 1975 год — «Портрет Дмитриевой Н.», 1978 год — «Ветеран партии Е. В. Русинова», 1980 год — «Консилиум», 1982 год — «Портрет конструктора М. Т. Калашникова».
С 1960 года А. П. Холмогоров является членом Союза художников СССР. В 1967 году А. П. Холмогорову было присвоено почётное звание Народный художник Удмуртской АССР. С 1962 по 1965 годы — председатель Правления Удмуртского отделения Союза художников РСФСР. С 1972 по 1985 годы А. П. Холмогоров избирался секретарём Союза художников РСФСР.
В 1970 году «за серию портретов „Люди моей республики“: „Первый председатель Удмуртской автономии И. А. Наговицын“, „Бабушка Дарья Курбатова из Баграш-Бигры“, „Молодая мать-удмуртка“ и „Старейший оружейник П. В. Алексеев“» А. П. Холмогоров был удостоен Государственной премии Удмуртской АССР.
В 1972 году Указом Президиума Верховного Совета РСФСР А. П. Холмогорову было присвоено почётное звание Заслуженный художник РСФСР, в 1981 году — Народный художник РСФСР.
В 1981 году «за серию картин, посвящённых людям Советской Удмуртии» А. П. Холмогоров был удостоен Государственной премии РСФСР имени И. Е. Репина, а «за цикл портретов „Женщины Удмуртии“ и картину „Консилиум“» был удостоен Серебряной медали Академии художеств СССР.
Холмогоров Алексей Павлович был инициатором создания Увинской народной картинной галереи (1973).
В Третьяковской галерее хранятся два его произведения: „Портрет Зои Михайловой“ (1983) и „День Победы. Деревенские ветераны“ (1985). 
Умер 30 сентября 1987 года в городе Ижевске.

## Награды
- Орден Отечественной войны II степени (6.11.1985[9])

### Звания
- Народный художник РСФСР (1981 — «за большие заслуги в области искусства»)
- Заслуженный художник РСФСР (1972)
- Народный художник Удмуртской АССР (1967)

### Премии
- Государственная премия РСФСР имени И. Е. Репина (1981 — «за серию картин, посвящённых людям Советской Удмуртии»)
- Государственная премия Удмуртской АССР (1970 — «за серию портретов „Люди моей республики“: „Первый председатель Удмуртской автономии И. А. Наговицын“, „Бабушка Дарья Курбатова из Баграш-Бигры“, „Молодая мать-удмуртка“ и „Старейший оружейник П. В. Алексеев“»[4])

### Другие награды
- Серебряная медаль АХ СССР (1981)